# 索尔蒂
索尔蒂（法語：Saulty，法語發音：[solti]）是法国加来海峡省的一个市镇，属于阿拉斯区。

## 地理
索尔蒂（50°12'45"N, 2°31'50"E）面积12.75 平方千米，位于法国上法蘭西大區加来海峡省，该省份为法国北部沿海省份，西北濒北海，南至索姆省，东临北部省。
与索尔蒂接壤的市镇（或旧市镇、城区）包括：巴利、巴万库尔、库勒蒙、库蒂雷勒、戈迪昂普雷、拉埃利耶尔、松布兰、瓦尔兰库尔莱帕、吕舍。

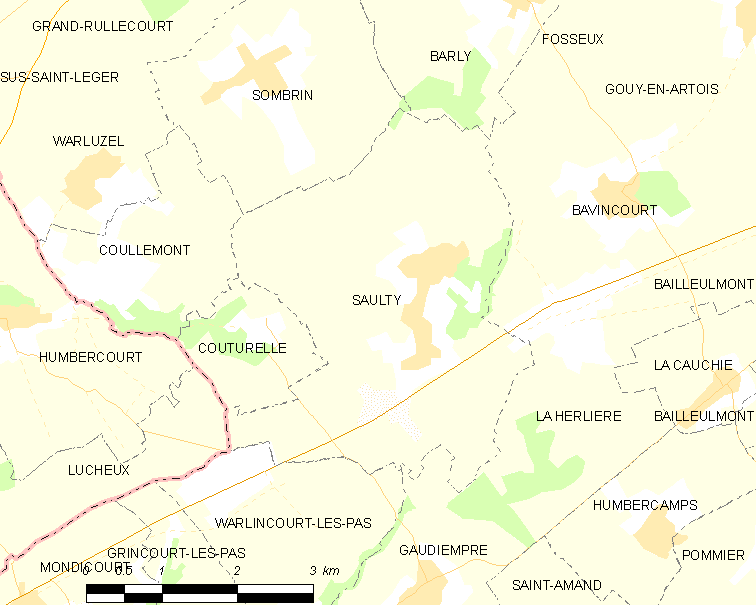
索尔蒂的OSM定位图

索尔蒂的时区为UTC+01:00、UTC+02:00（夏令时）。

## 行政
索尔蒂的邮政编码为62158，INSEE市镇编码为62784。

## 政治
索尔蒂所属的省级选区为阿韦讷勒孔特县。

## 人口

1962-2008年间索尔蒂人口变化图示

索尔蒂于2022年1月1日时的人口数量为761人。